# Франц Куллак
Франц Куллак (нім. Franz Kullak; 12 квітня 1844, Берлін — 9 грудня 1913, у тому ж місті) — німецький піаніст, аранжувальник, композитор, музичний педагог та критик.

## Життєпис
Батьком Франца, а також викладачем з класу фортепіано, був піаніст Теодор Куллак. Музичне навчання отримав у створеній батьком в Берліні Новій Академії музики. Після смерти тата у 1882 році Франц взяв на себе керівництво цією школою. Але вже у 1890 році розпустив її.

## Творчість та педагогічні праці
Франц Куллак опублікував кілька викладацьких робіт, а саме:
- Der erste Klavierunterricht (укр. Перше викладання на фортепіано)
- Der Fortschritt im Klavierspiel (укр. Прогрес у грі на фортепіано)
- Die Harmonie auf dem Klavier (укр. Гармонія на фортепіано)

У 1877 році в Берліні завершив свою велику оперу у 5 діях «Інес де Кастро» (нім. Ines de Castro). Також є автором «Ювілейної увертюри» (нім. Jubiläumsouvertüre) для оркестру, ряду фортепіанних п'єс та романсів. Окрім того, він творець численних фортепіанних перекладень (транскрипцій) оркестрової музики (у тому числі й творів Моцарта і Бетховена). Цікавився та досліджував Бетховенський піанізм, працював як критик та видавець.

### Інші публікації[7]
- Опублікував «Лекцію з музики кінця XIX століття» (ориг. нім. Der Vortrag in der Musik am Ende des 19. Jahrhunderts). Видавник: F. E. C. Leuckart, Лейпциг 1898. Neuauflage Verlag: Kessinger Pub Co. 2010. ISBN 978-1-1677-5604-7.
- «Бетговенський стиль виконання на фортепіано, з есе про виконання трелі: нове видання фортепіанних концертів Бетговена» (ориг. англ. Beethoven's piano-playing, with an essay on the execution of the trill: written as an introduction to a new critical edition of Beethoven's piano-forte concertos). Переклад з німецької мови на англійську — Теодор Бейкер. Видавець: Г. Ширмер, Нью-Йорк 1901.
- «Концерт оп. 19, B dur, № 2, з аплікатурою для фортепіано та повним оркестровим супроводом» (ориг. нім. Concert op. 19, B dur, no. 2, mit Fingersatz und der vollständigen, für Pianoforte übertragenen Orchesterbegleitung versehen). Видавець: Steingräber, Лейпциг 1885 рік.
- «Concert D moll für Pianoforte». Видавець: Steingräber, Лейпциг 1888.
- «Концерти для фортепіано / Бетговен; з аплікатурою та партитурою оркестрового акомпанементу» (ориг. нім. Konzerte für Pianoforte / Beethoven ; mit Fingersatz und der vollständigen, für Pianoforte übertragen Orchesterbegleitung versehen). Видавець: Steingräber, Лейпциг 1889 рік.
- «Вольфґанґ Амадей Моцарт: Концерти для фортепіано. (Два фортепіано, чотири руки» (ориг. англ. Wolfgang Amadeus Mozart: Concertos for the Piano. (Two Pianos, Four Hands) Видавник: G. Schirmer, New York, 1986. ISBN 978-0-7935-6499-6.
- «Концерт Бетговена для фортепіано, з аплікатурою та повним оркестровим супроводом» (ориг. нім. Beethoven's Concerte für Pianoforte, mit Fingersatz und der vollständigen, für Pianoforte übertragenen Orchesterbegleitung). Видавник: Steingräber, Лейпциг 1881.[8]